# Рудня-Шляхова
Рудня-Шляхова (укр. Рудня-Шляхова) — село на Украине, находится в Хорошевском районе Житомирской области.
Население по переписи 2001 года составляет 151 человек. Почтовый индекс — 12104. Телефонный код — 4145. Занимает площадь 8,07 км².

## Адрес местного совета
12101, Житомирская область, Хорошевский р-н, пгт Хорошев, ул. Героев Украины, 13